# 71–73
71–73 är ett samlingsalbum av den svenske rockartisten Tomas Ledin, utgivet på skivbolaget Four Leaf Clover 1977. Skivan består av låtar från Ledins debutalbum Restless Mind (1972), uppföljaren Hjärtats rytm (1973) samt singlarna Då ska jag spela (1972) och Lay Me Your Body Down (1972).

## Låtlista
Alla låtar är skrivna av Tomas Ledin.
A
1. "Då ska jag spela" – 2:40
2. "Blå, blå känslor" – 4:52
3. "Här kommer morgonen" – 3:30
4. "Lek med mej" – 2:50
5. "Jag såg ensamheten gå omkring" – 3:45
6. "Är du förvånad" – 5:00

B
1. "Lay Me Your Body Down" – 3:52
2. "Too Many Days" – 3:40
3. "Follow the Highway" – 3:10
4. "Get Back to the Truth" – 3:30
5. "What Would You Do" – 2:25
6. "Black Knight, the Faker" – 4:45

### Fotnoter
1. 1 2  ”71–73”. Svensk mediedatabas. http://smdb.kb.se/catalog/search?q=Tomas+Ledin+71-73&x=0&y=0. Läst 18 januari 2013.